# Domov pro osoby se zdravotním postižením
Domov pro osoby se zdravotním postižením je pobytovou sociální službou, jež je poskytována osobám, které mají sníženou soběstačnost z důvodu dlouhodobého či chronického zdravotního postižení, příp. jiných dlouhodobých chronických důvodů (např. mentální postižení). Tito lidé potřebují pravidelnou pomoc jiné fyzické osoby, a to při různých činnostech, např. hygieně, stravování, při zvládání úkonů péče o vlastní osobu.

## Účel
Jedná se o službu poskytovanou ve veřejném zájmu lidem společensky a zdravotně dlouhodobě či chronicky znevýhodněným, s cílem zlepšit jejich sociální postavení ve společnosti a zkvalitnit jejich život. Zároveň tyto lidi životem provází, pomáhá jim vypořádat se s životními těžkostmi i radostmi a zároveň je chránit před riziky, kterým ne vždy dokáží sami čelit. Domovy pro osoby se zdravotním postižením pracují s různými, veřejně deklarovanými cílovými skupinami (např. lidé s mentálním postižením, lidé s Alzheimerovou chorobou). Ministerstvo práce a sociálních věcí vede na svých internetových stránkách registr poskytovatelů sociálních služeb, kde si každý může najít službu, kterou potřebuje.

## Obsah
Služba poskytuje základní činnosti vymezené § 48 zákona o sociálních službách. Jedná se především o poskytnutí ubytování a stravy, o pomoc při zvládání běžných úkonů péče o sebe sama, pomoc při osobní hygieně nebo poskytnutí podmínek pro osobní hygienu, výchovné, vzdělávací a aktivizační činnosti, zprostředkování kontaktu se společenským prostředím, sociálně terapeutické činnosti a pomoc při uplatňování oprávněných práv a zájmů. Podrobný rozsah činností je uveden ve vyhlášce č. 505/2006 Sb., kterou se provádějí některá ustanovení zákona o sociálních službách.
Služba může rovněž poskytovat fakultativní činnosti, a to dle možností daného zařízení. Tyto služby jsou hrazeny zvlášť dle skutečně vynaložených nákladů.
Služba je poskytována na principu práce s uživateli služby dle jimi nastavených individuálních plánů (IP), které s daným uživatelem zpracovává jeho tzv. klíčový pracovník, tj. osoba, která mu pomáhá s životem v dané službě. Individuální plány vychází ze zhodnocení zdravotního a duševního stavu člověka, odhadu jeho soběstačnosti a posouzení potřeb. Plány stanoví nejzávažnější problémy člověka a postupné kroky, které mohou napomoci zlepšit jeho aktuální stav. Plán též stanoví časový horizont a úkoly pro jednotlivé účastníky. Plány umožňují pravidelné hodnocení stavu a změn v potřebách člověka a nové stanovení konkrétního cíle.

## Úhrada za služby
Služba je poskytována za úhradu, kterou hradí uživatel ve výši sjednané ve smlouvě o poskytování služeb uzavřené mezi uživatelem a poskytovatelem. Za služby hradí uživatel úhradu za ubytování a za stravu. Maximální výše úhrad za stravu a pobyt jsou stanoveny ve vyhlášce č. 505/2006 Sb. Dále hradí úhradu za péči, a to zpravidla ve výši přiznaného příspěvku na péči. Některé domovy pro osoby se zdravotním postižením při stanovení úhrady za péči uplatňují systém "vratek", který mají individuálně nastavený. Jedná se o vracení části příspěvku na péči, je-li uživatel v péči někoho jiného než je domov pro osoby se zdravotním postižením (např. rodiny či svých blízkých).

## Pravidla fungování služby
Jsou určeny oblasti kvality (základních je 15) sociálních služeb, jež jsou vymezeny zákonem o sociálních službách a každý domov pro osoby se zdravotním postižením si je částečně zpracovává dle svých pracovních postupů, jako tzv. standardy kvality. Jedná se o oblasti vztahů mezi poskytovatelem služby a osobami, jež služby využívají a dalšími osobami, dále o oblast provozního zabezpečení služby a o oblast personálního zabezpečení služby. Prostřednictvím zpracování a naplňování standardů kvality poskytovaných služeb se tyto služby hodnotí při inspekci.

## Kdo může službu poskytovat
Zřizovatelem domova pro osoby se zdravotním postižením se mohou stát fyzická osoba, právnická osoba (např. spolek nebo zapsaný ústav) či církevní právnická osoba (např. Diakonie Českobratrské církve evangelické), obce, kraje a Ministerstvo práce a sociálních věcí (např. Centrum sociálních služeb Tloskov). Tito žádají o registraci k poskytování konkrétní sociální služby, jež jim při splnění zákonných podmínek vydá příslušný krajský úřad, jež vede registr poskytovatelů sociálních služeb.

## Financování
Provoz domova pro osoby se zdravotním postižením je zpravidla financován ze státního rozpočtu prostřednictvím krajských dotací a grantů a to pomocí dotačních a grantových titulů, o něž je třeba žádat. Dalšími zdroji financování jsou platby za služby a péči od uživatelů. Mezi neopomenutelné zdroje financování patří vedlejší hospodářská činnost a také využití fundraisingu.

## Kontrola poskytování služby
Kontrola poskytování služby je upravena v §§ 97–99 zákona o sociálních službách, prováděna je v režimu zákona č. 255/2012 Sb. o kontrole (kontrolní řád). Inspekce je prováděna u registrovaných sociálních služeb, zaměřena je na jednotlivé poskytované služby. Kontrolu provádí inspekční komise z pověření Ministerstva práce a sociálních věcí, a to nejméně v počtu 3 osob. Kontrola probíhá prostřednictvím rozhovorů inspektorů s uživateli služby, příp. jejich blízkými, rozhovory s vedením služby a pracovníky služby, dále pak je hodnocena zpracovaná dokumentace (standardy kvality, individuální plány a ostatní dokumentace). Inspekce je oprávněna uložit poskytovateli sociální služby opatření k odstranění nedostatků, na něž poskytovateli vyměří čas, ten o tom podá písemnou zprávu.